# Diana Vreeland
Pour les articles homonymes, voir Vreeland.
Diana Vreeland, née Diana Dalziel le 29 juillet 1903 à Paris et morte le 22 août 1989 à New York, est une journaliste et éditrice de mode américaine.
Elle fera avec Carmel Snow le succès du magazine Harper's Bazaar au milieu du XXe siècle, et sera la rédactrice en chef du Vogue américain par la suite. C'est une personnalité influente de la mode durant ses années d'activité, reconnue pour son élégance.

## Biographie

### Enfance et études
Diana Dalziel (« Dalziel » signifie « J'ose » en « gaélique ») naît le 29 juillet 1903 à Paris, d'un père britannique et d'une mère américaine, qui reçoivent notamment chez eux Diaghilev et Nijinski. Elle a une sœur cadette, Alexandra et est une cousine éloignée de Pauline de Rothschild (en).
Elle voyage beaucoup avec son père, puis à l'âge de dix ans sa famille émigre aux États-Unis, à la 15 East 77th Street de New York, au début de la Première Guerre mondiale ; elle passe ses vacances dans les Rocheuses, et côtoie notamment Buffalo Bill avec qui elle fait de l'équitation. Ils y deviennent des figures mondaines de la haute-société bien qu'elle entretienne des relations tendues avec sa mère, qui ne l'aime pas préférant sa sœur, mais l'en excuse : « Elle était excentrique, elle chassait le rhinocéros, quand même ! ». Elle déclare : « Mon éducation s'est fait dans les soirées. À dix-sept ans, je savais reconnaître un snob, mais je préférais danser avec les gigolos mexicains et les argentins ».
En 1922, elle est citée par deux fois dans Vogue la même année.

### Mariage et vie mondaine
Le 1er mars 1924, elle épouse le banquier Thomas Reed Vreeland, à New York, en l'église Saint Thomas, qu'elle avait rencontré lors d'une réception l'année précédente. Elle élève ses deux fils (Thomas Reed Vreeland Jr., futur architecte et professeur à l'UCLA, et Frederick Dalziel Vreeland, futur ambassadeur américain au Maroc) à Albany (New York) avant de s'installer à Londres en 1928. Une semaine avant le mariage, The New York Times révèle que la mère de Diana est impliquée dans une sombre affaire de divorce. La mère et la fille sont très affectées par ce scandale. La mère décède à Nantucket (Massachusetts), en septembre 1928.
Elle visite souvent Paris où elle rencontra Coco Chanel en 1926 et son amie, la joaillière Suzanne Belperron. Elle danse un temps avec les « Tiller Girls », une troupe londonienne et ouvre une boutique de lingerie réputée, fréquentée notamment par Wallis Simpson.
Elle est présentée aux côtés de quatorze américaines, au roi George V et à la reine Mary le 18 mai 1933. Elle côtoie également le photographe Cecil Beaton, le compositeur Cole Porter, le critique d'art Sacheverell Sitwell, l'artiste Christian Bérard et l'écrivain Evelyn Waugh.
En 1935, elle retourne à New York pour y suivre son mari.

### Journaliste

#### Harper's Bazaar

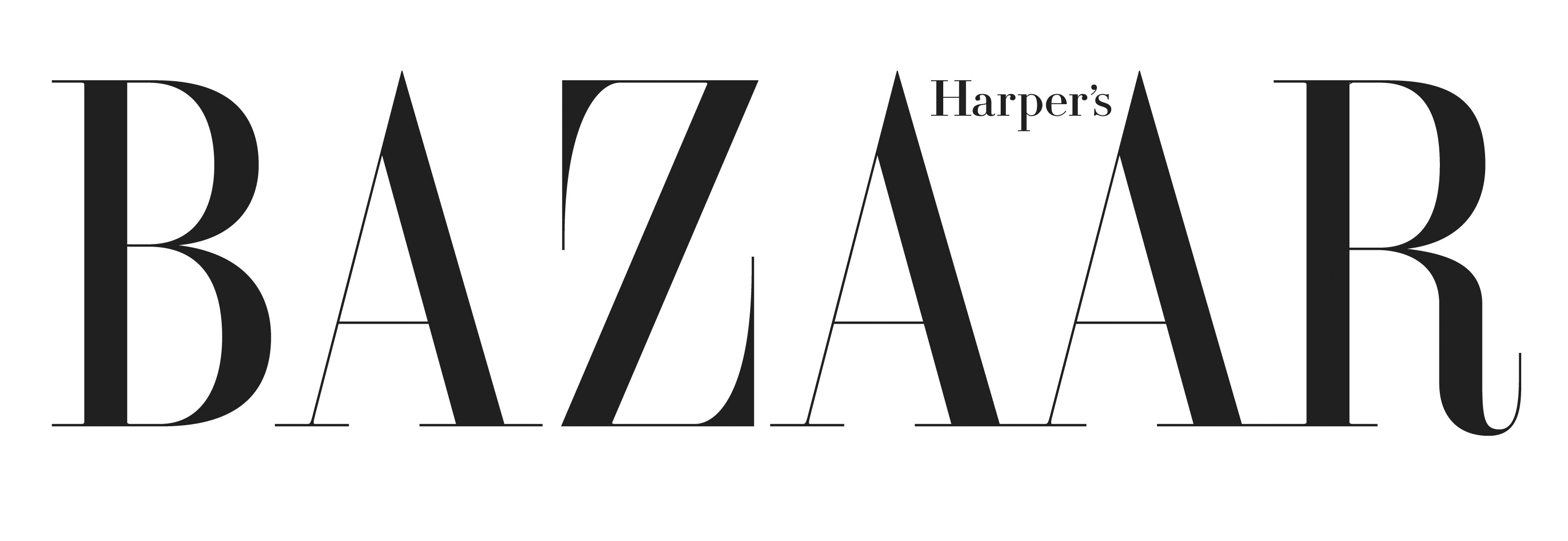
Logo dHarper's Bazaar magazine.

Diana Vreeland commence sa carrière de journaliste en 1936 pour le Harper's Bazaar. Elle travaille avec Louise Dahl-Wolfe et Richard Avedon et devient éditrice de mode. Elle y tient à partir d'août 1936, à la suite de la proposition de travail de Carmel Snow, une rubrique caustique et extravagante « Why Don't You ?... », où elle conseille par exemple à ses lectrices de rincer les cheveux blonds de leurs enfants avec du champagne afin qu'ils demeurent dorés et déclare également : « Le bikini est la chose la plus importante depuis la découverte de la bombe atomique » ; elle va populariser cet accessoire deux pièces. Elle travaille aux côtés d'Alexey Brodovitch, qui a commencé à révolutionner la conception du magazine.
Sa vie privée est un échec : durant la guerre, son mari part au Canada, mais elle affirme que cela reste une « période vivifiante de sa vie ». Elle conseille la Première dame des États-Unis Jackie Kennedy et la duchesse de Windsor en matière de mode. Dans les années 1960, elle rencontre la future actrice Ali MacGraw, qui deviendra son assistante à tout faire durant un temps,.
Elle réinvente, au sein de Harper's Baazaar, le métier actuel de rédactrice en chef et, « à force d'audace et d'imagination » faire du magazine une référence mondiale de la mode. En effet, jusque-là les magazines féminins étaient peu originaux et expliquaient surtout comment être une bonne épouse. Elle fait également débuter des photographes comme Richard Avedon, Louise Dahl-Wolfe et Irving Penn et lance en couverture en mars 1943 Lauren Bacall, alors inconnue.

#### Vogue
Dans les années 1960, Newhouse (en) vient de racheter les éditions Condé Nast ; lui et sa femme veulent ce qu'il y a de meilleur pour Vogue. Recrutée par Alexander Liberman, Diana Vreeland rejoint le magazine Vogue US en 1962, dont elle devient la rédactrice en chef en janvier de l'année suivante. Les Swinging Sixties — et le mouvement Youthquake de la jeunesse, qu'elle définira — triomphent : elle publie la première photo de Mick Jagger dès 1964, popularise les jeans, découvre Marisa Berenson, fait poser Twiggy ou Shrimpton, ou les stars du cinéma comme mannequins, promeut le Space Age de Courrèges lance la carrière du chausseur Manolo Blahnik, d'Oscar de la Renta ou de Diane von Furstenberg, fait travailler les photographes Bailey, Penn ou Klein, et admire toujours autant Balenciaga,,.
Elle est décorée en 1970 de chevalier de l'ordre national du Mérite. Perfectionniste tout au long de sa carrière, elle n'est pas toujours satisfaite du résultat des coûteuses séances photos au bout du monde (le journaliste Bob Colacello (en) notant qu'« elle est la première à avoir compris que la mode pouvait ouvrir les yeux des femmes sur le monde, l'art, l'architecture et les voyages ») avec les plus grands photographes, jusqu'à son renvoi en 1971 car ses idées coûtaient trop cher à réaliser (une fois elle fait poser des mannequins avec des lions, une autre devant les pyramides de Gizeh), le magazine étant en plein marasme économique. Elle est « éjectée » puis remplacée par son assistante, Grace Mirabella.

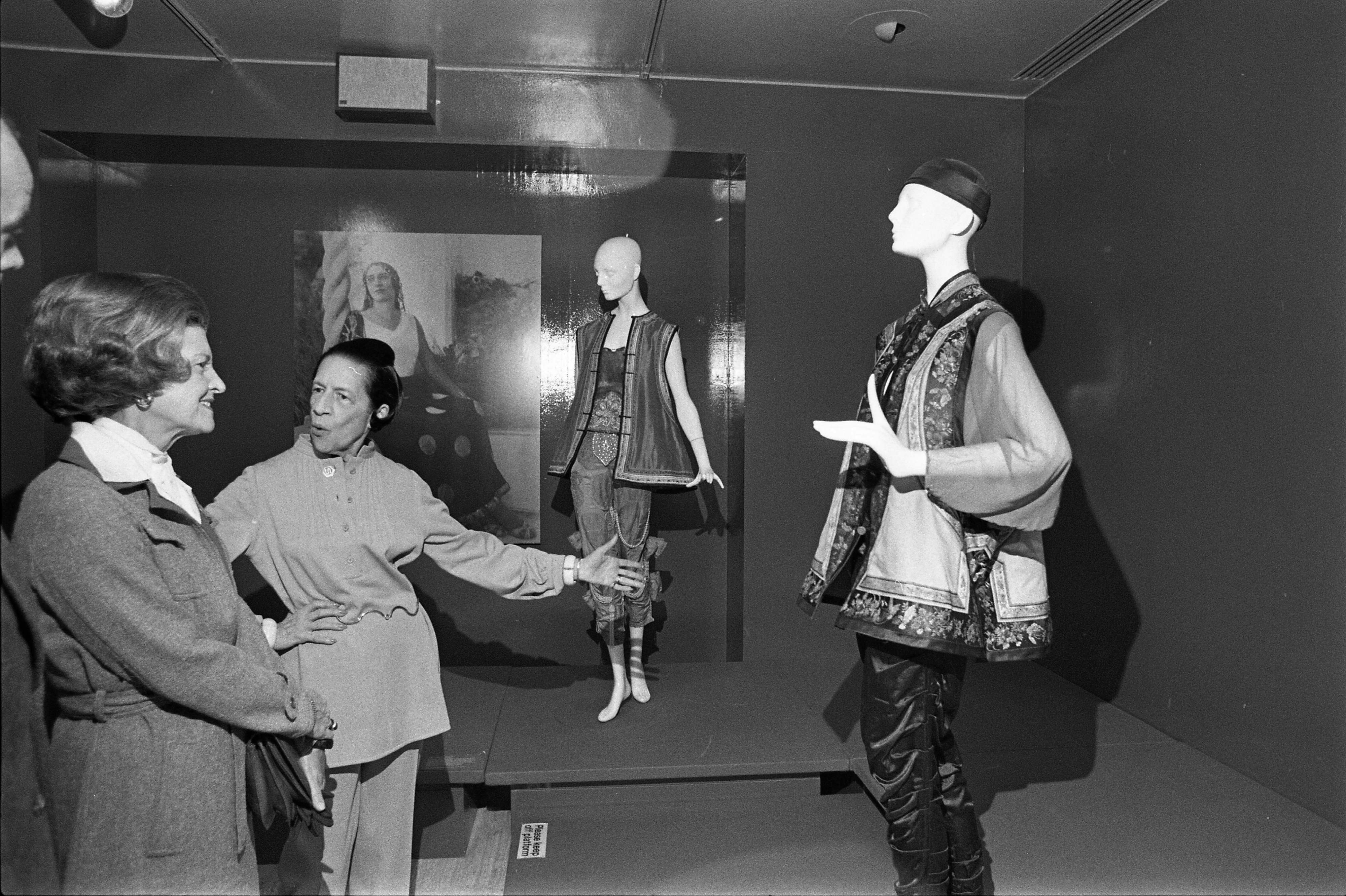
Diana Vreeland, commissaire d'exposition, faisant visiter à la Première dame Betty Ford l'exposition American Women of Style au Metropolitan Museum of Art de New York, 29 mars 1976.

Diana Vreeland effectue un tour de l'Europe, puis devient consultante pour l'Institut du costume du Metropolitan Museum of Art, à New York, à l'été 1972, et organise des expositions sur Balenciaga ou Yves Saint Laurent. Après sept ans d'entretiens, elle fait publier son autobiographie, D.V., en 1984 ; à partir de ce moment, elle commence à venir de moins en moins au Met.
En 1985, elle est nommée chevalier de l'ordre des Arts et des Lettres (France).
Devenue aveugle, ne sortant plus de chez elle, elle tombe dans le coma. Elle décède en 1989 à l'âge de 86 ans. Durant toutes ces années, Diana Vreeland, « charismatique » exploratrice de talents, regorgeant d'idées géniales ou fantasques, malgré son physique décrit comme une « belle laide », est une icône de la presse féminine, de la mode,, et du chic. « Étonnez-moi » reste le slogan de toute sa carrière, qu'elle a emprunté à l'artiste Alexey Brodovitch.

## Dans les arts
Elle est un personnage du film Scandaleusement célèbre (Infamous), de Douglas McGrath, en 2006, où elle est interprétée par Juliet Stevenson. La même année, elle est aussi un personnage du film Factory Girl, de George Hickenloope, où elle est jouée par Illeana Douglas.
Le personnage qui terrorise les journalistes « Maggie Prescott » du film de Stanley Donen (1957) Drôle de frimousse (Funny Face) est ouvertement inspiré de Diana Vreeland. C'est la même chose pour le personnage « Polly Maggoo » du film de William Klein (1966) Qui êtes-vous, Polly Maggoo ?, chose confirmée ultérieurement par le réalisateur. Elle est également citée dans Ciao! Manhattan, long-métrage de 1972 réalisé par John Palmer et David Weisman, relatant la fin tragique d'Edie Sedgwick, qui fut notamment mannequin pour Vogue entre 1965 et 1966.

## Hommages
Une exposition au Palazzo Fortuny de Venise lui a été consacré, du 18 mars au 25 juin 2012.